# فرودگاه تاراپوا
فرودگاه تاراپوا (به انگلیسی: Tarapoa Airport) (به زبان بومی: Aeropuerto Tarapoa) یک فرودگاه همگانی با کد یاتا TPC است که یک باند فرود آسفالت دارد و طول باند آن ۱۵۷۰ متر است. این فرودگاه در کشور اکوادور قرار دارد و در ارتفاع ۲۴۸ متری از سطح دریا واقع شده‌است.